# اتحاد العشرة الكبار

شعار اتحاد العشرة الكبار.

اتحاد العشرة الكبار (Big Ten Conference) أقدم اتحاد رياضي جامعي في القسم الأول من الرابطة الوطنية لرياضة الجامعات (NCAA) في الولايات المتحدة. يقع مقره في روزمونت ، إلينوي. على مدى عدة عقود، كان هذا الاتحاد يتألف من عشر فرق جامعية، ويضم حاليًا 14 عضوًا ومؤسستين تابعتين. تتنافس فرق كرة القدم في القسم الفرعي لكرة القدم (FBS)، وهو أعلى مستوى من منافسة الرابطة الوطنية لرياضة الجامعات في تلك الرياضة. يتضمن الاتحاد الجامعة العامة الرائدة في كل ولاية من الولايات الإحدى عشرة الممتدة من نيوجيرسي إلى نبراسكا، بالإضافة إلى مدرستين عامتين إضافيتين ممنوحتي الأراضي وجامعة خاصة.

## الأعضاء
| المؤسسة                     | المقر                              | التأسيس      | سنة الاشتراك | الملكية           | عدد الطلبة   | المدخول (بالملايين) | اللقب                 | الألوان                  |
| القسم الشرقي                | القسم الشرقي                       | القسم الشرقي | القسم الشرقي | القسم الشرقي      | القسم الشرقي | القسم الشرقي        | القسم الشرقي          | القسم الشرقي             |
| --------------------------- | ---------------------------------- | ------------ | ------------ | ----------------- | ------------ | ------------------- | --------------------- | ------------------------ |
| جامعة إنديانا بلومنغتون     | بلومنغتون، إنديانا                 | 1820         | 1899         | عامة              | 42,552       | $2,426              | Hoosiers [الإنجليزية] | قالب:College color boxes |
| جامعة ماريلاند، كوليدج بارك | كوليج بارك، ماريلاند               | 1856         | 2014         | عامة              | 40,709       | $1,496              | Terrapins             | قالب:College color boxes |
| جامعة ميشيغان               | آن آربر، ميشيغان                   | 1817         | 1896, 1917   | عامة              | 47,907       | $17,000             | Wolverines            | قالب:College color boxes |
| جامعة ولاية ميشيغان         | إيست لانسنغ، ميشيغان               | 1855         | 1950         | عامة              | 49,695       | $3,069              | Spartans              | قالب:College color boxes |
| جامعة ولاية أوهايو          | كولومبوس، أوهايو                   | 1870         | 1912         | عامة              | 61,369       | $5,287              | Buckeyes              | قالب:College color boxes |
| جامعة ولاية بنسلفانيا       | يونيفرسيتي بارك، بنسلفانيا         | 1855         | 1990         | عامة              | 45,901       | $3,403              | Nittany Lions ‏        | قالب:College color boxes |
| جامعة روتجرز                | نيو برونزويك–بيسكاتاواي, نيو جيرسي | 1766         | 2014         | عامة              | 50,411       | $1,484              | Scarlet Knights ‏      | قالب:College color boxes |
| القسم الغربي                |                                    |              |              | عامة              |              |                     |                       |                          |
| جامعة إلينوي إربانا-شامبين  | أوربانا-شامبين، إلينوي             | 1867         | 1896         | عامة              | 52,331       | $2,404              | Fighting Illini ‏      | قالب:College color boxes |
| جامعة آيوا                  | آيوا سيتي، آيوا                    | 1847         | 1899         | عامة              | 30,448       | $2,526              | Hawkeyes [الإنجليزية] | قالب:College color boxes |
| جامعة منيسوتا               | منيابولس سانت بول، مينيسوتا        | 1851         | 1896         | عامة              | 52,017       | $3,872              | غولدن غوفرز           | قالب:College color boxes |
| جامعة نبراسكا- لينكولن      | لينكولن، نبراسكا                   | 1869         | 2011         | عامة              | 25,057       | $1,735              | Cornhuskers           | قالب:College color boxes |
| جامعة نورث وسترن            | إيفانستون، إلينوي                  | 1851         | 1896         | خاصة (غير طائفية) | 22,316       | $10,927             | Wildcats              | قالب:College color boxes |
| جامعة بيردو                 | ويست لافاييت، إنديانا              | 1869         | 1896         | عامة              | 45,869       | $2,590              | Boilermakers          | قالب:College color boxes |
| جامعة ويسكونسن-ماديسون      | ماديسون، ويسكونسن                  | 1848         | 1896         | عامة              | 45,540       | $3,179              | Badgers               | قالب:College color boxes |

### الأعضاء المشتركين
| المؤسسة            | المقر             | التأسيس | تاريخ المشاركة | الملكية          | عدد الطلبة | اللقب                       | الألوان                  | رياضات المشاركة    | الاتحاد الأساسي          |
| ------------------ | ----------------- | ------- | -------------- | ---------------- | ---------- | --------------------------- | ------------------------ | ------------------ | ------------------------ |
| جامعة جونز هوبكينز | بالتيمور، ميريلند | 1876    | 2014           | خاصة (لا طائفية) | 29,094     | Blue Jays ‏                  | قالب:College color boxes | لاكروس (رجال)      | Centennial (NCAA D-III ‏) |
| جامعة جونز هوبكينز | بالتيمور، ميريلند | 1876    | 2014           | خاصة (لا طائفية) | 29,094     | Blue Jays ‏                  | قالب:College color boxes | لاكروس (سيدات)     | Centennial (NCAA D-III ‏) |
| جامعة نوتر دام     | نوتر دام، إنديانا | 1842    | 2017           | خاصة (كاثوليكية) | 12,472     | Fighting Irish [الإنجليزية] | قالب:College color boxes | هوكي الجليد للرجال | ACC                      |